# Clasificador de temperamento Keirsey
El clasificador de temperamento Keirsey (KTS) es un cuestionario de autoevaluación de personalidad diseñado para ayudar a las personas a comprenderse mejor y a los que los rodean. Fue presentado en el libro Please Understand Me escrito por David Keirsey y Marilyn Bates. El KTS se encuentra muy relacionado con el Indicador Myers-Briggs (MBTI); sin embargo, existen importantes diferencias prácticas y teóricas entre los dos cuestionarios de personalidad y las diferentes descripciones asociadas.
Basándose en la noción que los valores de las personas difieren mucho entre sí, Keirsey abrevó en los trabajos de varios psicólogos y psiquiatras: Ernst Kretschmer, Erich Adickes, Alfred Adler, Carl Jung e Isabel Briggs Myers a quienes reconoce como predecesores en la psicología del temperamento o la personalidad. De estos métodos, Keirsey le da preferencia al Test de Myers-Briggs para determinar el tipo de personalidad.

## Los cuatro temperamentos
David Keirsey desarrolló su modelo a partir de los estudios de temperamento de Hipócrates y Platón. En sus obras, Keirsey utilizó los nombres propuestos por Platón: Artesano (iconic), Guardián (pistic), Idealista (noetic), y Racional (dianoetic). Keirsey dividió a los cuatro temperamentos en dos categorías (roles), cada una con dos tipos (variantes del rol). Los 16 tipos resultantes se correlacionan con los 16 tipos de personalidad descritos por Briggs y Myers.
- Artesanos son concretos y pragmáticos. Buscan el estímulo y el virtuosismo, ellos se concentran en lograr impacto. Su principal fortaleza son las tácticas. Se destacan por su capacidad para resolver problemas, agilidad, y manipulación de herramientas, instrumentos, y equipos.[4] Los dos roles poseen las siguientes características:

- Operadores son los Artesanos directivos (proactivos). Su capacidad de operación inteligente más desarrollada es activar. Las dos variantes de rol son la atenta Artesanos (ISTP) y la expresiva Promotores (ESTP).
- Entertainers son los Artesanos informativos (reactivos). Su capacidad de operación inteligente más desarrollada es improvisar. Sus dos variantes de rol son la atenta Compositores (ISFP) y la expresiva Ejecutantes (ESFP).

- Guardianes son concretos y cooperadores. Buscan la seguridad y el sentido de pertenencia, ellos están preocupados por la responsabilidad y el deber. Su principal fortaleza es la logística. Se destacan organizando, facilitando, verificando, y prestando soporte. Los dos roles poseen las siguientes características:

- Administradores son los Guardianes directivos (proactivos). Su capacidad de operación inteligente más desarrollada es regular. Sus dos variantes de rol son la atenta Inspector (ISTJ) y el expresivo Supervisor (ESTJ).
- Conservadores son los Guardianes informativos (reactivos). Su capacidad de operación inteligente más desarrollada es dar apoyo. Sus dos variantes de rol son la atenta Protector (ISFJ) y el expresivo Proveedor (ESFJ).

- Idealistas son abstractos y cooperativos. Buscan el significado y la significancia, les preocupa el crecimiento personal y encontrar su identidad. Su principal fortaleza es la diplomacia. Se destacan clarificando, individualizando, unificando e inspirando. Sus dos variantes de rol son:

- Mentores  son los Idealistas directivos (proactivos). Su capacidad de operación inteligente más desarrollada es desarrollar. Sus dos variantes de rol son la atenta Consejeros  (INFJ) y la expresiva Profesores (ENFJ).
- Advocates son los Idealistas informativos (reactivos). Su capacidad de operación inteligente más desarrollada es la mediación. Sus dos variantes de rol son la atenta Sanadores (INFP) y la expresiva Campeones (ENFP).

- Racionales son abstractos y pragmáticos. Buscan la maestría y autocontrol, les preocupa su propio conocimiento y competencia. Su mayor fortaleza es la estrategia. Se destacan en todo tipo de investigación lógica tal como ingeniería, conceptualizar, teorizar, y coordinar. Sus dos variantes de rol son:

- Coordinadores son los Racionales directivos (proactivos). Su capacidad de operación inteligente más desarrollada es la organización. Sus dos variantes de rol son la atenta Mentes maestras (INTJ) y la expresiva Comandantes (ENTJ).
- Ingenieros  son los Racionales informativos (reactivos). Su capacidad de operación inteligente más desarrollada es la construcción. Las dos variantes de rol son la atenta Arquitecto (INTP) y la expresiva Inventor (ENTP).